# فرانچسکو پاتریتسی

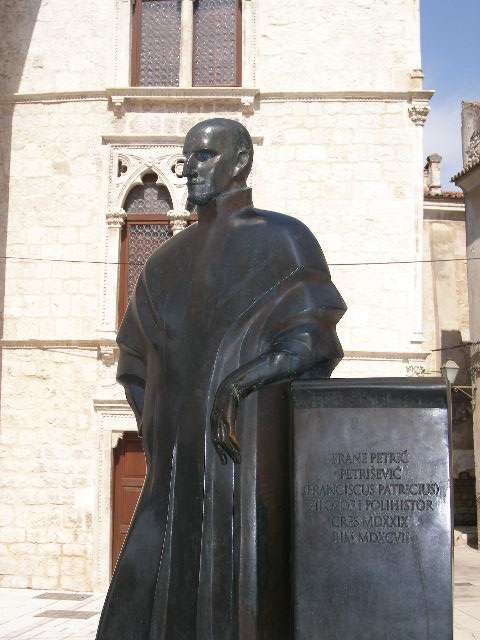
مجسمه فرانچسکو پاتریتسی در کرس.

فرانچسکو پاتریتسی (به ایتالیایی: Francesco Patrizi) (زاده ۲۵ آوریل ۱۵۲۹ – درگذشته ۶ فوریه ۱۵۹۷)،  فیلسوف و دانشمند اهل  جمهوری ونیز بود. او به عنوان طرفدار فلسفه افلاطونی و مخالف ارسطوگری شناخته شده است.در کرواسی او را با نام Franjo Petriš  یا Frane Petrić   می‌شناسند.او در کرس با نام خانوادگی  Petris شناخته می‌شود.